# Église Notre-Dame-des-Roses de Grisy-Suisnes
L'église Notre-Dame-des-Roses est une église catholique située à Grisy-Suisnes, en France. Elle est située au no 1 rue de la Légalité.

## Historique

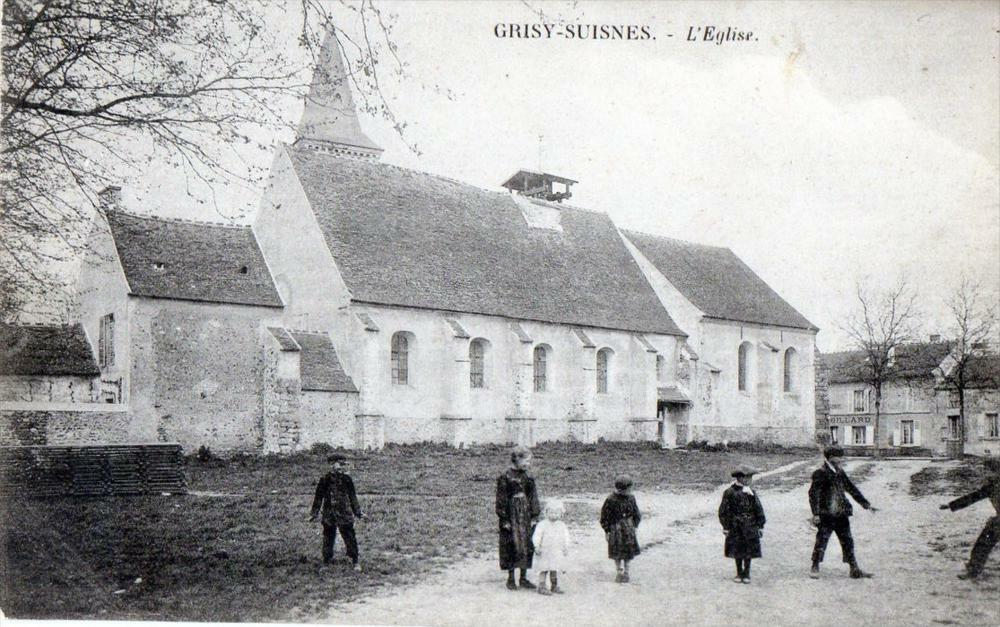
Ancienne église de Grisy-Suisnes.

À l'endroit du beffroi actuel se trouvait une église datant du XIIe siècle, dédiée à saint Médard. Son clocher fut démoli en 1893 sur décision de la mairie, sous prétexte de la vétusté de l'édifice. Pour remplacer ce clocher, fut élevé un beffroi municipal.

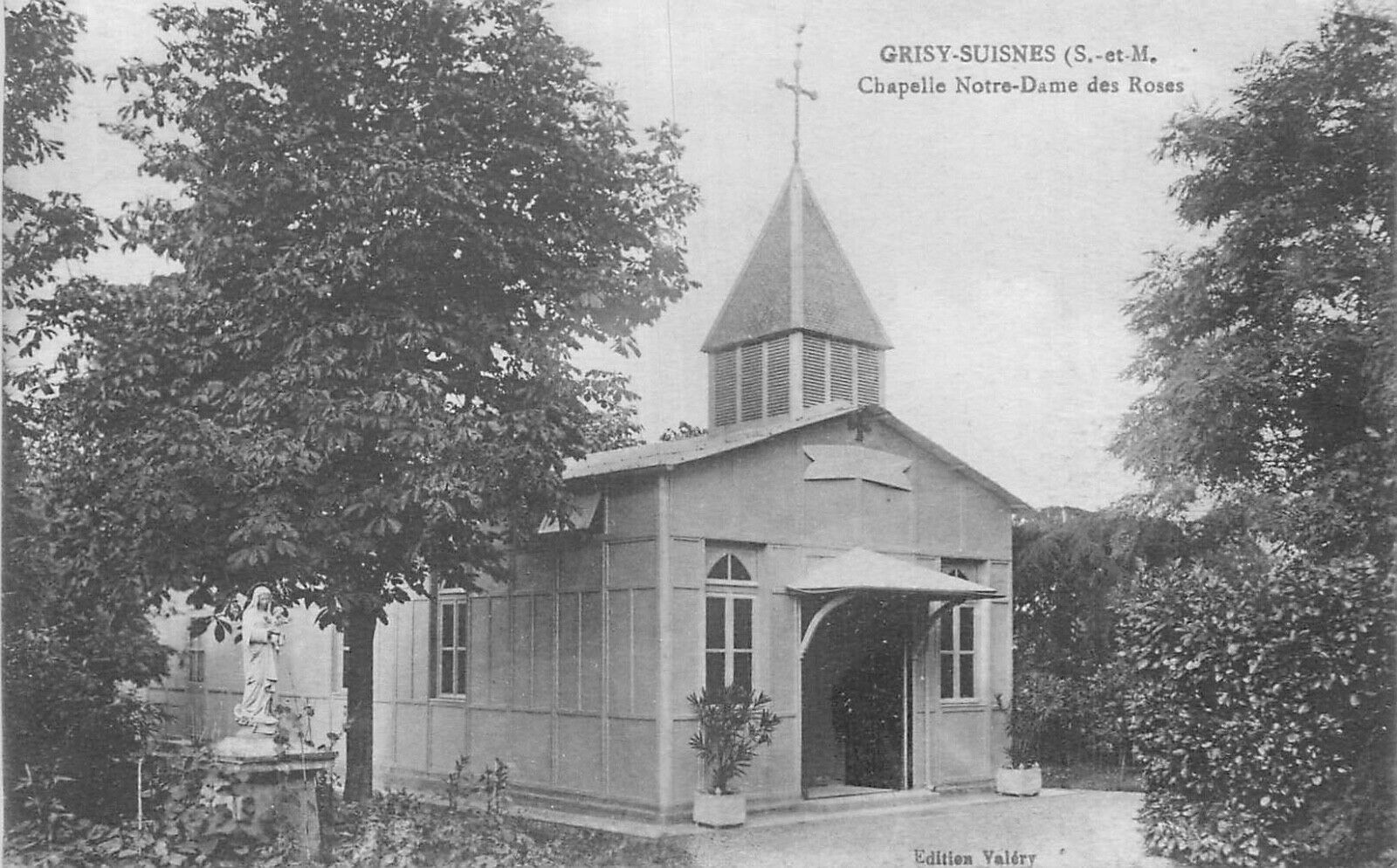
Chapelle Notre-Dame des Roses.

L'église étant à terme condamnée, une chapelle appelée Notre-Dame des Roses fut élevée sur un terrain appartenant au rosiériste Pierre Cochet.
L'ancienne église fut finalement démolie en 1910, malgré une campagne de presse à laquelle participa Maurice Barrès. L'écrivain rapporte que l'église fut brutalement désaffectée et son mobilier mis à l'encan. Une statue du XVe siècle, la cloche, l'harmonium, furent dispersés, vendus ou détruits.
Un centre de conférences avec une salle de réception et un amphithéâtre fut construit dans les années 1960,.
Commencé en 1964 sous la houlette du père Jean Fabing, le nouveau bâtiment fut inauguré le 9 octobre 1966.

## Description

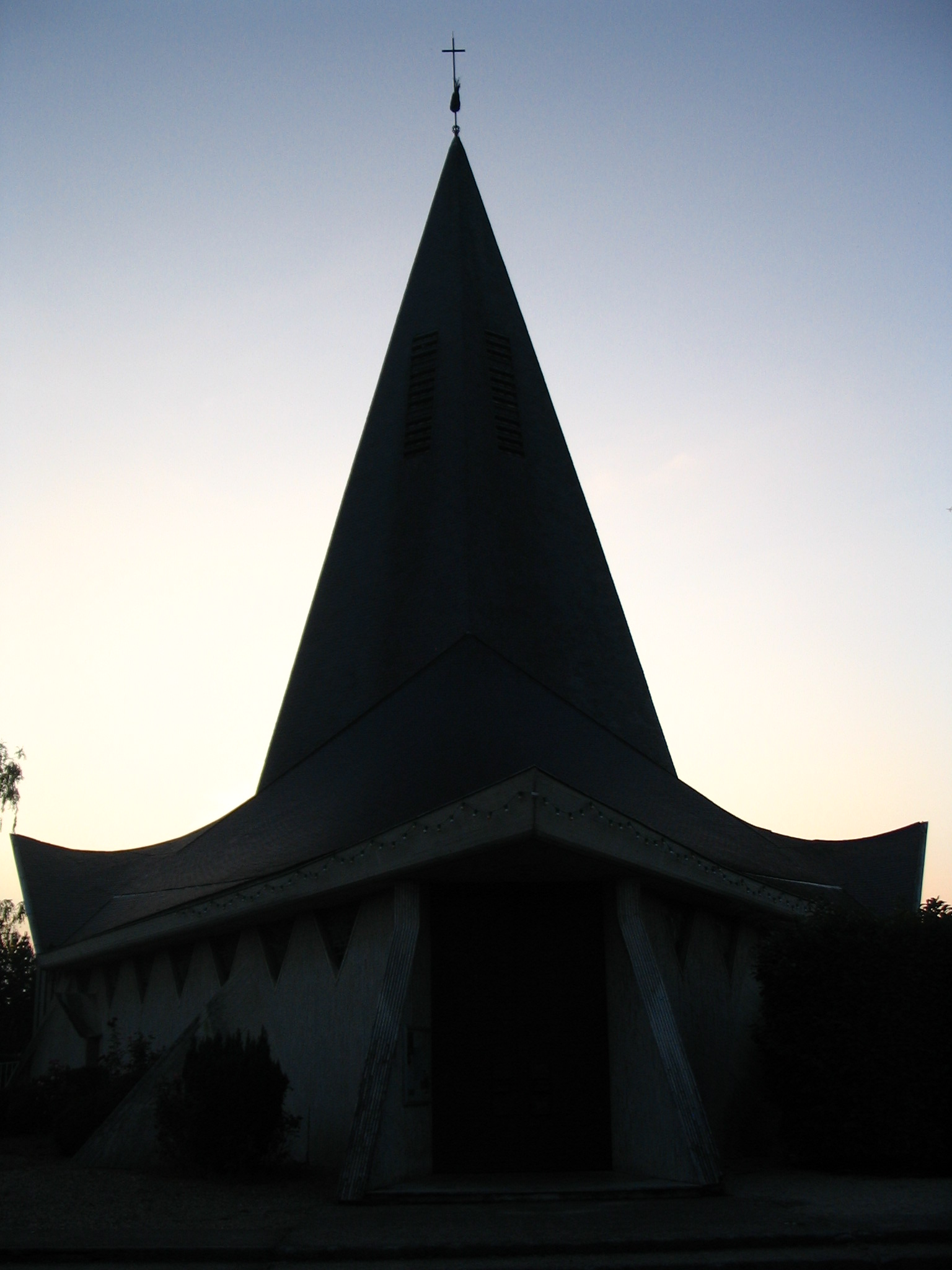
L'église au couchant.

La forme de cet édifice peut évoquer la barque de Pierre, ou bien un poisson rappelant que le Christ est sauveur.  Les murs sont construits en béton et le toit en bois et ardoise.
L'architecte Antoine Korady explique que l'église représente une rose inversée: les voutes représentent les pétales (formées de plans assemblés en paraboles hyperboliques) et la flèche représente la tige.
Le plan de l'église est un poisson.
Le coq de la flèche, dessiné par l'architecte, a été exécuté par le forgeron Maurice Levasseur père et fils.
Les vitraux sont l'œuvre de Jacques Loire, les sculptures de Louis Leygue et Maurice Calka.